# Hymenophyllum tegularis
Hymenophyllum tegularis är en hinnbräkenväxtart som först beskrevs av Nicaise Augustin Desvaux, och fick sitt nu gällande namn av George Richardson Proctor och Lourteig. Hymenophyllum tegularis ingår i släktet Hymenophyllum och familjen Hymenophyllaceae. Inga underarter finns listade.